# Ère Attitude
 (août 2014).
Si vous disposez d'ouvrages ou d'articles de référence ou si vous connaissez des sites web de qualité traitant du thème abordé ici, merci de compléter l'article en donnant les références utiles à sa vérifiabilité et en les liant à la section « Notes et références ».

Logo de la WWF pendant lAttitude Era.

L'ère Attitude (The Attitude Era) est une période de la World Wrestling Federation (WWF) (aujourd'hui WWE) et de l'histoire mondiale qui s'étend de 1997 à 2001. Cette période a été marquée par un bouleversement des codes de l’époque, ajoutant violence et allusions sexuelles. L'ère Attitude a connu un grand succès aux États-Unis, en France et au Proche-Orient.
L'ère a vu plusieurs lutteurs se lancer dans la célébrité comme Stone Cold Steve Austin, The Rock, Mick Foley, Triple H, Kane ou Kurt Angle. Les stars déjà établies comme The Undertaker, Bret Hart, Shawn Michaels, Ron Simmons ou Vader ont posé les bases de l'ère Attitude. Plusieurs lutteurs provenant de la World Championship Wrestling tels que Big Show, Chris Jericho, Chris Benoit, Booker T ou Eddie Guerrero sont arrivés durant cette période, la plupart étant mécontents de leur travail à la WCW. D'autres Superstars de l'ère Attitude sont devenus des stars lors de la période suivante comme Mark Henry, Goldust, Jeff Hardy, Matt Hardy, Edge, Christian ou Bradshaw.
Cette période a notamment connu l'apogée des clans à la WWF avec la D-Generation X, la Nation of Domination, la Corporation, la Ministry of Darkness ou la McMahon-Helmsley Faction. Les équipes de l'époque ne sont pas en reste : les Hardy Boyz, Edge & Christian, les Dudley Boyz, les New Age Outlaws, APA ou Too Cool sont des équipes extrêmement populaires à l'époque. En particulier les Hardy Boyz, les Dudley Boyz et Edge & Christian car ces trois équipes ont participé aux premiers TLC match de l'histoire.
Les stars féminines de l'époque sont Lita, Trish Stratus, Chyna, Stacy Keibler, Torrie Wilson, Sable et Molly Holly. L'ère a également vu la présence de la famille McMahon à l'écran, plus particulièrement, le PDG de la WWF, Vince McMahon. Le personnage de McMahon est celui d'un patron diabolique et méprisable, avec son fils Shane et sa fille Stephanie. Le personnage de McMahon a pris de l'ampleur à partir du Montreal Screwjob.
À la fin de la période, la WWF, devenue WWE, a supprimé la majeure partie du contenu orienté vers les adultes pour se tourner vers un contenu plus familial. La Ruthless Agression Era de 2002 à 2008 et la PG Era mis en place depuis 2008 ont succédé.

## Présentation

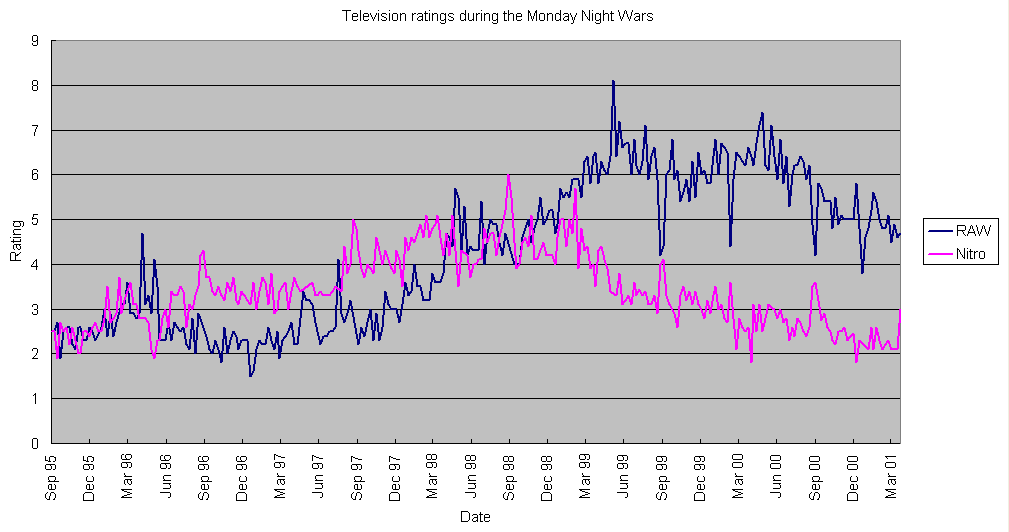
Graphique résumant les audiences de la WWF et de la WCW durant les Monday Night Wars.

En 1995, la World Championship Wrestling (WCW), qui recrute la plupart des têtes d'affiche de la World Wrestling Federation (WWF) de la fin des années 1980 et du début des années 1990 (Hulk Hogan, Randy Savage…) ainsi que des commentateurs et/ou managers (Gene Okerlund, Bobby Heenan) à la demande d'Eric Bischoff, décide d'entrer en concurrence directe avec la World Wrestling Federation (WWF) en lançant Monday Nitro, une émission hebdomadaire de catch diffusé en direct. Dans le même temps, la WWF continue à proposer un divertissement familial mais l'équipe créative a des idées jugées peu crédibles, avec par exemple Phantasio un magicien et Mantaur, un catcheur arrivant sur le ring avec un grand masque de taureau. Débute alors les Monday Night Wars.
Le début officiel de l'ère Attitude est souvent discuté : certains disent qu'elle a débuté lors de WrestleMania 13 et le match sanglant opposant Bret Hart à Stone Cold Steve Austin, d'autres pensent qu'elle a débuté lors du King of the Ring (1996) ou lors de WrestleMania XIV, mais aussi lors des Survivor Series (1997) (la nuit où s'est passé le Montreal Screwjob) ; mais le WWE Network déclare que l'épisode du 15 décembre 1997 de Raw is War est la première émission de l'ère Attitude.
L'ère Attitude s'est révélée être un énorme succès marketing pour la WWF, battant la WCW lors des Monday Night Wars. La WWF a racheté la WCW et la Extreme Championship Wrestling (ECW) en 2001 marquant la fin officielle de l'ère Attitude et le début de l'Invasion. Depuis 2000, la World Wrestling Federation se bat contre une poursuite de la World Wildlife Fund, qui demande à la cour d’interdire à la World Wrestling Federation d’utiliser les initiales « WWF » au Royaume-Uni. Le tout se réglera le 6 mai 2002, lorsque la fédération change son nom pour la World Wrestling Entertainment et adopte les initiales « WWE ». La compagnie mère, la World Wrestling Federation Entertainment, adopte elle aussi ce nom.

## Le début de l'ère
Les gimmick des catcheurs ont évolué vers un contexte plus adulte, en commençant par les personnages de Goldust et de Brian Pillman. En 1996, la WWF a également commencé à jouer avec la sexualité grâce au personnage de Sable et de Sunny.

### Rivalité entre Shawn Michaels et Bret Hart

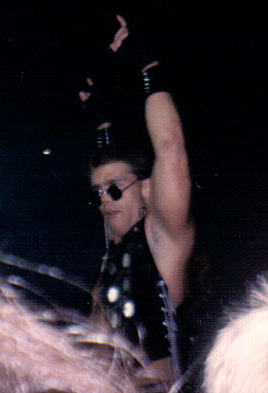
Shawn Michaels est une figure controversée du début de l'ère Attitude.

Après le départ d'Hulk Hogan en 1993, les dirigeants de la World Wrestling Federation (WWF) décident de faire de Bret Hart et Shawn Michaels les vedettes de la fédération. Le 20 mars 1994 au cours de WrestleMania X, les deux hommes participent aux matchs phares de la soirée où Michaels perd un match de l'échelle face à Razor Ramon pour le titre Intercontinental tandis qu'Hart devient pour la deuxième fois champion du monde poids-lourds de la WWF après sa victoire sur Yokozuna.
En 1997, Michaels crée le clan D-Generation X avec Triple H, Rick Rude et Chyna et lance la marque "Suck It!".
Leur rivalité a abouti lors du Montreal Screwjob, une date historique dans l'histoire de l'ère Attitude et aussi l'un des points de la naissance du personnage de Mr. McMahon.

### Mike Tyson et WrestleMania XIV
Après la victoire d’Austin au Royal Rumble 1998, l’ancien champion de boxe Mike Tyson est invité à Raw le lendemain soir pour y être désigné arbitre spécial du match de championnat à WrestleMania XIV entre Shawn Michaels et Austin. Cependant, la présentation de Tyson par Vince McMahon est interrompue par Austin, qui tendit ses deux majeurs à l’ancien champion du monde de boxe et provoquant une bagarre entre Austin et Tyson. La popularité du boxeur attire alors l'attention sur l'incident.
Les semaines suivantes, Tyson s’affiche avec Michaels et DX. Pourtant au cours du match de championnat à Wrestlemania, Tyson se retourne contre Michaels et pendant la célébration du titre, le boxeur met KO Michaels avec un coup du droit.

## Acteurs majeurs de l'Attitude Era

### Stone Cold Steve Austin

#### Naissance de "Austin 3:16"

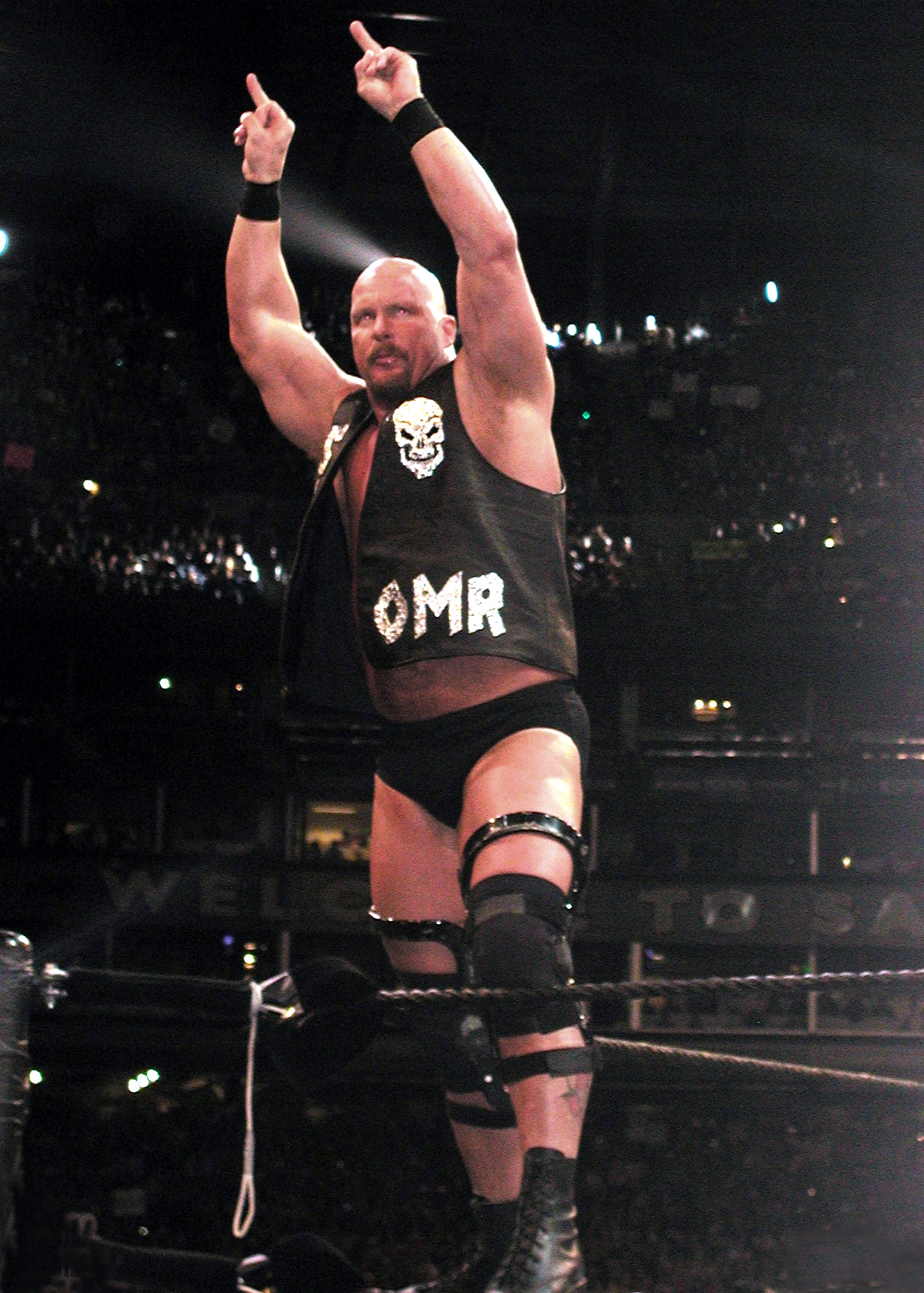
Stone Cold Steve Austin

Stone Cold Steve Austin, qui avait auparavant catché à la WCW et à la ECW, fait sa première apparition à la WWF en 1995 en tant que « Ringmaster » et managé par Ted DiBiase, portant la ceinture du Million Dollar Champion. La collaboration entre Austin et DiBiase s’arrêta à l’issue d’une défaite contre Savio Vega et dont la stipulation était que si Austin perdait, DiBiase quittait la WWF. Austin admet qu’il avait volontairement perdu pour se libérer de DiBiase.
Le tournoi du King of the Ring 1996 a vu la première utilisation de l’expression “Austin 3:16”, force principale du merchandising de la WWF durant l’Attitude Era. Après avoir remporté le tournoi contre Jake « The Snake » Roberts, Austin se moqua de Robert après que celui-ci eut cité le passage biblique de John 3:16, en répliquant : « Tu es assis là et tu lis ta bible, tu dis tes prières et ça ne te mène à rien ! Tu parles de tes psaumes, de John 3:16… Austin 3:16 dit qu’il vient de te botter les fesses ! »
La popularité d’Austin grimpa en flèche à la suite de cet événement, en dépit de son personnage d’anti-héros, heel et en pleine rivalité avec l’idole Bret Hart de fin 1996 jusqu’à mi-1997. Le tournant de la carrière de Stone Cold intervient à WrestleMania 13 au cours d’un affrontement avec Hart dans un match de soumission. Refusant d’abandonner aux mains du Sharpshooter du Hitman, Austin effectue un face turn et Hart un heel turn. Austin perd par KO, ayant perdu connaissance.

#### Austin contre Mr. McMahon
Dans l’épisode de Raw suivant la victoire d’Austin pour le titre de champion de la WWF à Wrestlemania, Mr. McMahon présenta la nouvelle ceinture de champion et reprocha au nouveau champion son attitude désinvolte, son esprit rebelle et lui indiqua qu’un tel comportement n’était pas digne d’un champion de la WWF et que si Austin ne changeait pas de style, il allait à l’encontre de graves conséquences. Ce à quoi Austin répondit en lui assénant un Stone Cold Stunner.
La semaine suivante, Austin arrive sur le ring en costume et affirme avoir réfléchi à un changement de comportement pour s’attirer la sympathie de Mr. McMahon, qui qualifie Stone Cold de « Corporate Champion » (le champion de la corporation, le clan de McMahon). Quelques minutes plus tard, Austin prend une photo en costume avec le Président et, dans la foulée, enlève cet accoutrement qu’il juge ridicule et dont il affirme qu’il ne revêtira plus jamais, affirmant que « Stone Cold ne change pour personne ! ».
L’affrontement entre Stone Cold et Mr. McMahon, prévu pour le 13 avril 1998, ne vient pas à son épilogue en raison de l’intervention de Dude Love en faveur du Président. Cet épisode de Raw est le premier à dépasser Nitro en termes d’audience depuis près de deux ans.
La rivalité entre Austin, l’employé irrévérencieux et contestataire, et Mr. McMahon, patron autoritaire, est le fil rouge de l’Attitude Era. Ce dernier utilisera de nombreux catcheurs pour contrer Austin, à l’instar de The Rock, The Undertaker, Kane et The Big Show, dans sa Corporation.

### The Rock

#### Nation of Domination
Dwayne Johnson, catcheur de troisième generation, fait ses débuts en 1996 aux Survivor Series en tant que Rocky Maivia, des noms de son grand-père Peter Maivia et de son père Rocky Johnson. En dépit de son statut de babyface, aidé par une impressionnante série de victoires et d’un titre de Champion Intercontinental, la foule n’accroche guère qui le hue très régulièrement en chantant « Rocky sucks ! » (« Rocky craint ! »). Frustré par la réaction des fans, il rejoint la Nation of Domination en 1997 et prend le nom de The Rock, devenant égoïste et parlant de lui à la troisième personne. Après avoir chassé Faarooq du clan et en être devenu le leader, il devient de plus en plus populaire auprès des fans qui attendent avec impatience chacune de ses prestations au micro. À la suite de la dislocation de la Nation, The Rock se considère comme le « Champion du peuple » (« The People’s Champion ») et s’attire les foudres de Mr. McMahon, qui déteste tous les catcheurs populaires.
Aux Survivor Series 1998, The Rock se retrouve en finale d’un tournoi pour désigner le nouveau champion de la WWF, alors vacant, contre Mankind. Pendant le match, Vince McMahon intervient en faveur de The Rock, faisant sonner la cloche alors que Mankind est pris dans le Sharpshooter de The Rock, lui permettant de remporter le titre de Champion de la WWF. Ce remake du Montreal Screwjob révèle que The Rock collaborait avec Mr. McMahon depuis le début et que ce conflit entre eux n’en était pas un. Le « People’s Champion » devenait alors le « Corporate Champion » tant désiré par McMahon.

#### The Corporation

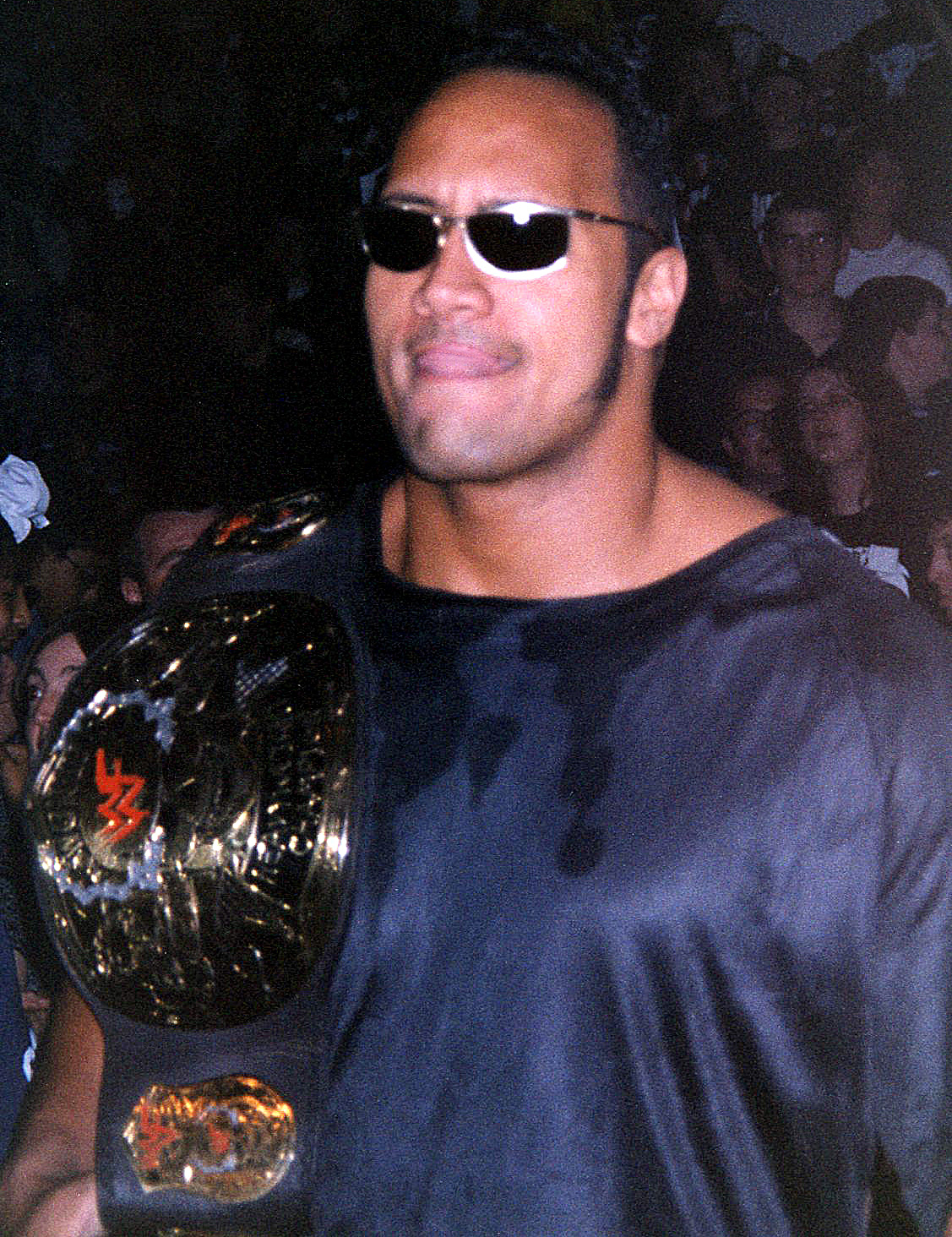
The Rock

En tant que membre de la Corporation de Vince McMahon, The Rock devient plus dur en insultant les fans. La longue rivalité avec Mankind se poursuit avec un second match à Rock Bottom où The Rock conserve sa ceinture grâce à Vince McMahon, qui considère que The Rock n’a pas abandonné à la suite du Mandible Claw de Mankind. Mankind remporte brièvement le titre de la WWF dans un épisode de Raw Is War, le 29 décembre 1998. Quelques jours plus tard, au cours d’un I Quit match d’une violence rare au Royal Rumble 1999, The Rock redevient champion en utilisant une bande son sur laquelle Mankind dit les mots « I quit » (« j’abandonne »), nécessaires à la victoire. Mécontent de la fin de ce match, Mankind demande un match revanche, qu’il obtient dans une arène complètement vide de spectateurs. Ce match, enregistré à l’avance, est diffusé pendant la mi-temps du Super Bowl et voit Mankind remporter son second titre de Champion de la WWF.
Après un match revanche se concluant sur un match nul à St.Valentine’s Day Massacre, un ultime affrontement entre les deux antagonistes est prévu à RAW is War le lendemain. The Rock triomphe de Mankind dans un match de l'échelle, aidé par l’intervention de Paul Wight.
À WrestleMania XV, The Rock, alors Champion de la WWF, affronte le challenger numéro un : Stone Cold Steve Austin. The Rattlesnake (le crotale, un des surnoms d’Austin) remporte le match et le titre de Champion. Après deux défaites consécutives face à Austin (à Backlash et à RAW is War) pour reconquérir la ceinture suprême, The Rock est viré de la Corporation par Shane McMahon, le fils du Président Vince McMahon.

#### The People's Champion
À la suite de son départ de la Corporation, The Rock redevient vite le « Champion du peuple » et enchaine quelques rivalités jusqu’à la fin 1999. C’est à cette période que la popularité de The Rock prospère et qu’il forme une nouvelle équipe, avec son ancien rival Mankind, la « Rock 'n' Sock Connection ». Réticent à l’idée de former une équipe avec Mankind, The Rock et son coéquipier obtiennent un succès retentissant auprès des fans et deviennent champions par équipe de la WWF à de multiples reprises.
De retour en solo, The Rock multiplie les confrontations avec Triple H et son nouveau clan : la McMahon-Helmsley Faction. 

### Brothers of Destruction et Ministry of Darkness
L’histoire des Brothers of Destruction eut une influence considérable dans l’Attitude Era. Au cours de sa rivalité avec son ancien manager Paul Bearer, The Undertaker fut menacé par son ancien manager, prêt à révéler son « secret » à la face du monde. Bearer accusa The Undertaker d’avoir alors tué ses propres parents et son demi-frère au cours d’un incendie meurtrier au sein du crématorium dans lequel travaillait Paul Bearer (dans le kayfabe). Finalement, Bearer révélait que le demi-frère en question, Kane, était vivant et allait venir se venger. Ce dernier fait ses grands débuts à la WWF à Bad Blood durant le Hell in a Cell entre The Undertaker et Shawn Michaels et coûta la victoire au Deadman. Kane récidiva au Royal Rumble 1998. Cette rivalité mena à un affrontement entre les deux frères à WrestleMania XIV qui vit The Undertaker sortir vainqueur. Par la suite, les deux frères alternèrent les affrontements et les collaborations sous le nom des Brothers of Destruction.
À la fin de l’année 1998, The Undertaker fit un heel turn et fut rejoint par Paul Bearer qui avait préalablement tourné le dos à Kane. Il adopte alors un style satanique et plus sombre encore, clamant qu’une « épidémie diabolique » allait frapper la WWF. Pendant sa rivalité avec Stone Cold, à qui il disputa la ceinture de Champion de la WWF, The Undertaker forma le Ministry of Darkness, un clan satanique. Au cours d’un épisode de RAW is War, le Deadman kidnappa et crucifia Austin, pour l’un des moments les plus marquants de l’Attitude Era.
De nombreux catcheurs s’alliaient au Ministry of Darkness (The Acolytes, Viscera, The Brood, etc.), permettant à l’Undertaker de mener à bien son ambition de régner sur la WWF, sous les ordres d’une « force supérieure » connue seulement du Deadman et lui ordonnant, par exemple, de kidnapper les membres de la famille McMahon. Vince McMahon trouvait en The Rock et Stone Cold deux alliés de poids pour contrer le Ministry of Darkness et sauver sa famille.
Finalement, il s’avérait que la « force supérieure » chère à l’Undertaker n’était autre que Vince McMahon, n’ayant pas hésité à mettre en péril sa famille pour se rapprocher de Stone Cold et de The Rock dans le but de se venger d’eux.  

### D-Generation X
Triple H prend le contrôle de DX, après le départ forcé de Michaels à cause de ses problèmes de dos, et recrute les New Age Outlaws (« Road Dogg » Jesse James et « Bad Ass » Billy Gunn) et X-Pac pour former sa nouvelle « DX Army ». La nouvelle D-Generation X participe à de nombreux segments semant le chaos et le désordre. Ce côté moqueur et impertinent contribua à faire croître leur popularité auprès des fans.
Au cours d’un période de RAW is War, la DX décida d’envahir la WCW et le Monday Nitro qui se déroulait à quelques kilomètres. À bord d’une Jeep militaire, ils se posèrent devant l’arène accueillant la WCW et défiaient Éric Bischoff (dirigeant de la WCW) de venir leur faire face. Ils referont le coup plus tard en défiant le propriétaire de la WCW Ted Turner.
Le second chef de la DX, Triple H, était le top heel de la compagnie durant la majorité de l’Attitude Era, ayant atteint ce statut en épousant la fille du Président, Stéphanie McMahon (d’abord en kayfabe puis dans la vraie vie par la suite). 

### Mick Foley
Mick Foley devient une grande star durant cette époque, jouant le rôle de trois différents personnages : Mankind, un psychopathe masqué, Cactus Jack, un hors-la-loi brutal et Dude Love, un hippie. L’image marquante de Mick Foley pendant l’Attitude Era reste cette chute du haut de la cellule lors du Hell in a Cell contre l’Undertaker au King of the Ring 1998, symbole de son style hardcore si apprécié des fans. Ces rivalités contre les stars de l’époque, à savoir The Rock, Stone Cold, l’Undertaker ou encore Triple H, l’ont amené au sommet du catch à la fin des années 1990, alors que sa carrière avait commencé au début de la décennie.
L’un des plus grands moments de la carrière de Foley durant l’Attitude Era a lieu lors de l’épisode de RAW is War du 4 janvier 1999, lorsqu’il remporte son premier titre de Champion de la WWF contre The Rock. À partir de cet événement, la WWF gagne systématiquement la guerre du lundi soir contre la WCW et son Nitro. Alors que l’émission de RAW avait été enregistrée, les commentateurs de Nitro annonçaient à l’avance la victoire de Mankind pour le titre, spoliant la fin du show de la WWF. Près de 600 000 spectateurs zappaient alors de Nitro à RAW pour y voir la victoire du populaire Foley.

## Division par équipe
L’Attitude Era se caractérisait par une division par équipe de haute qualité, avec des équipes novatrices et des stipulations spectaculaires. Ainsi, les Hardy Boyz, spécialistes des matchs de l'échelle, Edge et Christian, à l’aise avec les chaises et les Dudley Boyz, spécialistes des Tables Match, révolutionnaient la division par équipe. Grâce à leur rivalité fraternelle (tous sont frères ou demi-frères) et à l’addition de leurs spécialités, les TLC match firent leur apparition. Ces matchs, comprenant des tables, des échelles et des chaises, étaient extrêmement violents. Les trois équipes s’affrontèrent, entre autres, à WrestleMania 2000, à Summerslam 2000 et à WrestleMania X-Seven dans des matchs devenus classiques.

## Anciens catcheurs de la WCW
Pendant l’Attitude Era, de nombreux catcheurs de la WCW, s’estimant sous-utilisé par leurs employeurs, signent à la WWE. 

### Big Show
Paul Wight, qui avait débuté à la WCW en tant que « The Giant », rejoint la WWE à l’issue de son contrat en février 1999. Il rejoint la Corporation de Vince McMahon sous le nom de Big Show. Par la suite, il aura des rivalités contre l’Undertaker et le Big Bossman avant de remporter le titre de la WWE aux Survivor Series 1999.

### Chris Jericho
Le 9 août 1999, Jericho fait ses débuts à la WWE, en tant que « Y2J » (en référence au Y2K) en interrompant The Rock. Luttant contre The Rock, Kurt Angle, Chris Benoit ou encore Chyna, Jericho remporta plusieurs Championnat Européen et Championnat Intercontinental. Le sommet de sa carrière pendant l’Attitude Era intervient à Vengeance 2001 lorsqu’il bat, dans la même soirée, les champions WWE et WCW The Rock et Stone Cold, réunifiant les deux titres et devenant le tout premier Champion Incontesté de la WWE.